# Менара (сады)

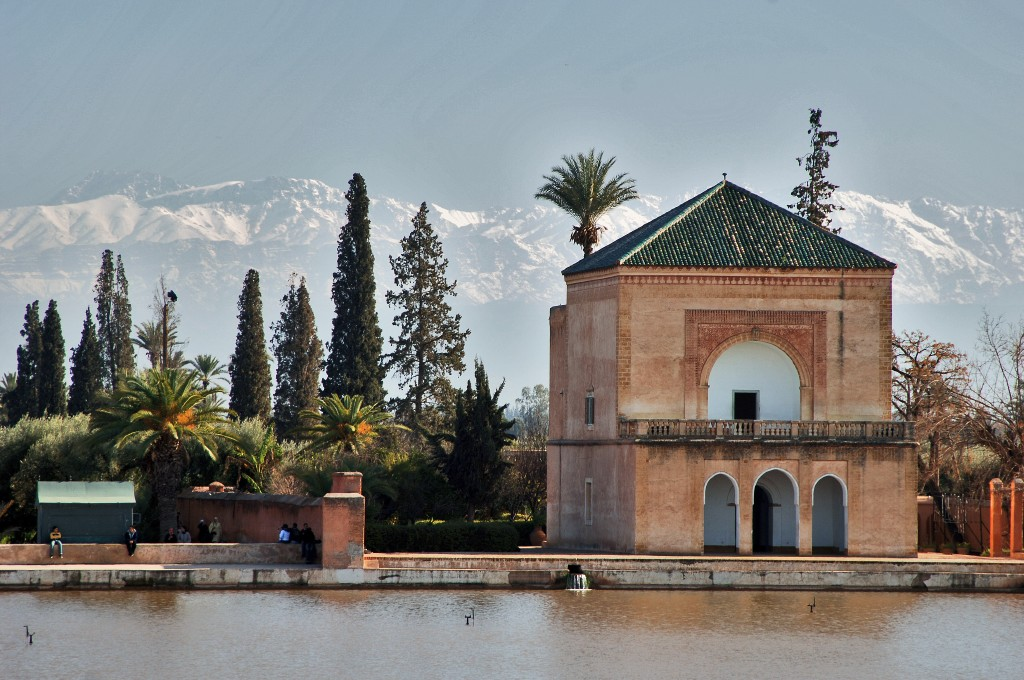
Сады зимой; на заднем плане — Атласовы горы

Сады Менара — самый знаменитый парк города Марракеш в Марокко. Сады располагаются у подножия Атласовых гор, в 45 минутах ходьбы от центральной площади города Джемаа аль-Фна. Они были заложены примерно в 1130 году во времена правления Абд аль-Мумина.
Сады Менара представляют из себя парк площадью около 100 гектаров на котором посажены оливковые деревья, пальмы и фрукты. У входа в парк расположен бассейн, а за ним павильон XVI века с пирамидальной крышей. Для орошения садов используется средневековый кяриз, который запитывается водой в 30 км от города.